# 김기복 (1944년)
김기복(金基福, 1944년 5월 20일 ~ )은 대한민국의 전 축구 선수 및 감독이다. 황해도 출신이다.
1994년 전북 버팔로와 1997년 대전 시티즌의 창단 감독을 역임하였으며 1995년 한국프로축구연맹의 사무총장도 역임하였다.
현재 한국실업축구연맹의 회장이다.